# Farigia nana
Farigia nana är en fjärilsart som beskrevs av Druce 1911. Farigia nana ingår i släktet Farigia och familjen tandspinnare. Inga underarter finns listade i Catalogue of Life.